# Cratere Oersted

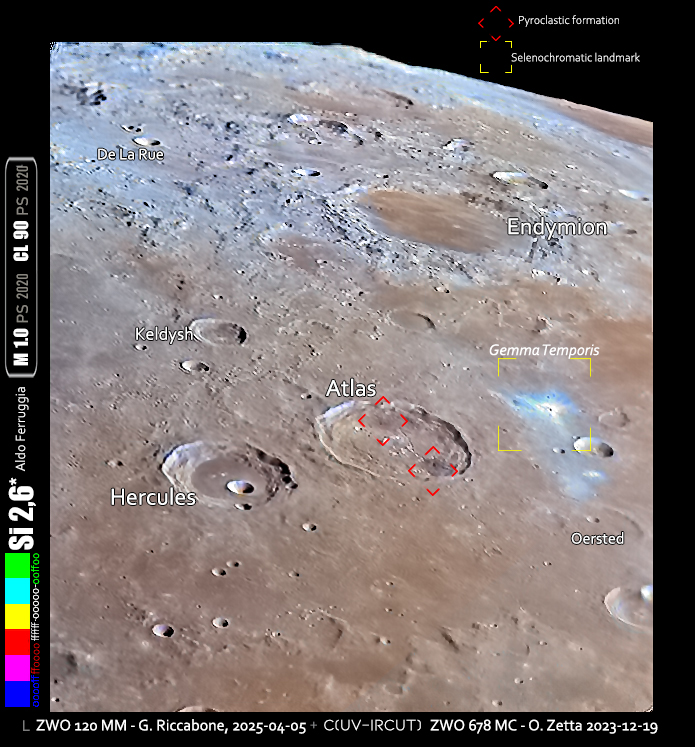
L'area del cratere(in basso a destra) in formato selenocromatico

Oersted  è il nome di un cratere lunare da impatto intitolato al fisico e chimico danese Hans Christian Ørsted. Questo cratere è stato invaso dalla lava ed il bordo presenta una vasta interruzione verso sud-ovest, mentre altrove sale fino ad un'altezza di 1,7 km. Oersted si trova a sud-est del cratere Atlas, a sud-ovest del cratere Chevallier ed a nord-nord-est del cratere Cepheus.
Sul bordo settentrionale è sovrapposto un piccolo cratere invaso dalla lava. Subito a sud di questa formazione si trova l'assai più giovane cratere Oersted A, praticamente intatto, formatosi dopo l'ingresso delle colate laviche in Oersted. A nord-ovest, adiacente alla porzione noroccidentale del bordo si trova Oersted P, anch'esso invaso dalla lava.

## Crateri correlati
Alcuni crateri minori situati in prossimità di Oersted sono convenzionalmente identificati, sulle mappe lunari, attraverso una lettera associata al nome.
| Oersted | Latitudine | Longitudine | Diametro |
| ------- | ---------- | ----------- | -------- |
| A       | 43,4° N    | 47,2° E     | 7 km     |
| P       | 43,6° N    | 46,0° E     | 21 km    |
| U       | 42,4° N    | 44,6° E     | 5 km     |